# Shadow Hearts
Shadow Hearts – trzeci album studyjny niemieckiej grupy muzycznej Caliban wydany 31 stycznia 2003 nakładem Lifeforce Records. Nakładem wytwórni Lifeforce Records album ukazał się w reedycji w 2005. Na obszarze Stanów Zjednoczonych płyta była dystrybuowana przez Prosthetic Records.
Materiał na płytę został nagrany w Woodhouse Studio w Hagen. Okładkę wydawnictwa przygotował grecki artysta Seth Siro Anton, którego pomysł graficzny został wybrany w wyniku przeprowadzonego konkursu na projekt okładki albumu.
Płytę promował singiel "Shadow Hearts " oraz teledysk do utworu "Forsaken Horizon"

## Lista utworów
1. "Dark Shadows" – 1:32
2. "Forsaken Horizon" – 2:52
3. "Storm of Rage" – 4:02
4. "Vicious Circle" – 3:53
5. "Bad Dream" – 2:58
6. "The Seventh Soul" – 3:18
7. "Scream from the Abyss" – 3:41
8. "Detect Your Liberty" – 3:33
9. "Fire Is My Witness" – 3:15
10. "Between the Worlds" – 3:04
11. "A Piece of My Life" – 3:13

Utwory dodatkowe na reedycji:
12. "Everlasting" (cover Refused) – 3:17 (dostępny także w wersji digipack)
13. "Boredo(o)m" – 2:42

## Twórcy
Skład zespołu
- Andreas Dörner – śpiew
- Denis Schmidt – gitara rytmiczna
- Marc Görtz – gitara prowadząca
- Engin Güres – gitara basowa
- Robert Krämer – perkusja

Udział innych
- Siggi Bemm – produkcja muzyczna, miksowanie
- Dennis Koehne – nagrywanie, inżynieria dźwięki
- Christoph „Kotsche” Koterzina (Callejon) – śpiew melodyjny na albumie[5]